# ウチキパン
ウチキパン株式会社は、日本の製パン業者。神奈川県横浜市中区元町に所在する。横浜最古の製パン業者とされ、明治時代に創業されて以来、百年以上にわたって営業を続ける老舗である。山型食パン「イングランド」などが代表商品であり、山型食パンの元祖、食パン発祥の店ともいわれる。元町を代表する店の一つ。中区区民のソウルフードとの声もある。

## 沿革

### 前身
横浜港の開港直後の1861年（文久元年）、日本国外のパン職人として、アメリカ人のW.グッドマンが、横浜最初のヨーロッパ風パン屋を開業した。1864年（元治元年）、グッドマンは病気のために一時帰国し、自店をイギリス人のロバート・クラークに委ねた。
翌1865年（慶応元年）にグッドマンが復帰した後、クラークは独立して、同1865年8月、後の神奈川県横浜市山下町にあたる地に「ヨコハマベーカリー」を創業した。創業当時は、多くのイギリス人が横浜に住んでいたことから、彼らイギリス人たちや船員を相手としてパンを販売していた。当時の外国人居留地では、4軒のパン屋が競合していた中で、ヨコハマベーカリーは山型食パンを売れ筋商品として人気を博しており、日本の食パン文化が広まるきっかけにもなった。横浜で最高の評価を得ていたともいわれる。パンを専業とする大規模な店舗も、クラークのみであった。これは、19世紀のイギリスには世界の植民地から良質の小麦粉が集まってきたため、パンの味が良かったことに加えて、当時の明治政府の親英政策の影響で、商売上で有利に働いたことも背景にあった。また横浜開港から間もない時期に、外国人居留地では、異国の文化が人々の好奇心を集めたことも、人気の手伝いとなった。クラークの店は開店時に出現していた横浜駐留軍の御用商としての発足であり、外国人居留地のみならず、横浜港に入港する軍艦、商船も皆、クラークのもとにパンを注文していた。

### ヨコハマベーカリー宇千喜商店

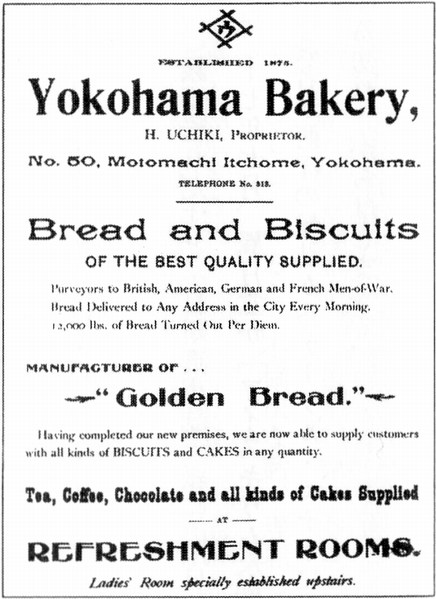
打木彦太郎による1906年（明治39年）の「ヨコハマベーカリー」の広告。パンとビスケットが主力商品とされている。

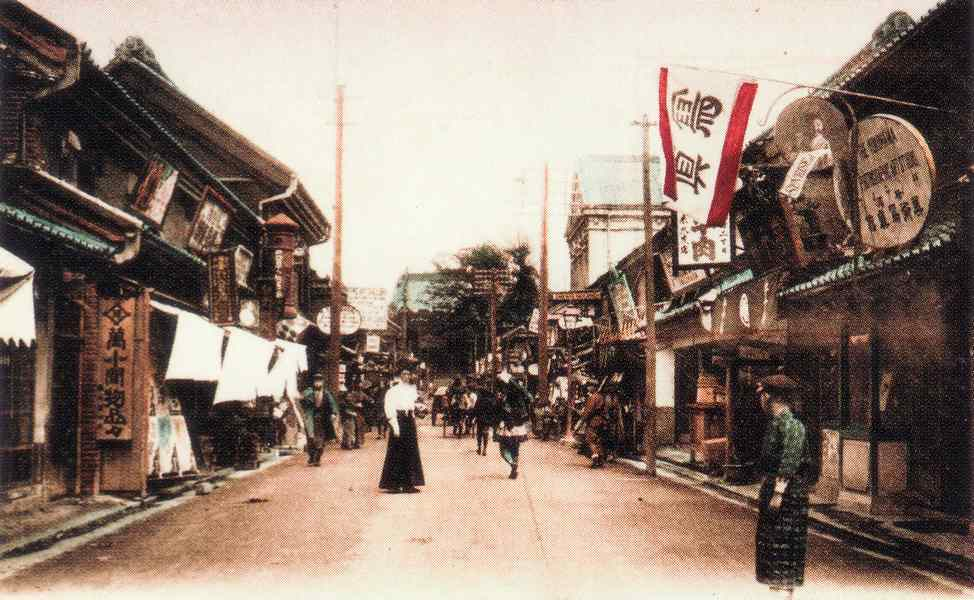
明治末期から大正初期頃の元町を描いた絵葉書。向かって右側手前に「宇千喜商店」がある。

横浜市中区日本大通の「近代のパン発祥の地碑」

1878年（明治11年）に、ヨコハマベーカリーのパン見習工として、神奈川県久良岐郡八幡谷戸（後の横浜市南区）の農家の生まれである打木彦太郎（1864年 - 1915年〈大正4年〉）が住み込んだ。打木はクラークのもとで、9年間にわたってパン作りの修行を積んだ末に、高い技術を身につけて、クラークにとって最も信頼できる人物となった。
1888年（明治21年）、クラークが引退して本国へ帰国、それと共に打木が独立し、元町で製パン業「ヨコハマベーカリー宇千喜（うちき）商店」を創業した。これがウチキパンの直接の前身であり、日本人の経営によるパン屋の第1号とされる。当時は製パン技術の習得に10年を要するといわれ、弟子入りして9年の打木に店が譲られたことから、クラークが打木の技術と人柄をいかに信頼していたかが窺い知れる。
開業当時は、クラークが経営していた頃は頻繁に来店していた外国人客も、経営者が日本人となった途端に、正当な評価をしないようになった。外国船の軍艦がパンを注文しても、乗組員が工場にまで来て、パンの出来ばえが注文通りかどうかを監視する有様であった。打木はそれに対して「店の生命は技術と誠実」として、必ず納期までにパンを注文先へ届けた。やがて、新しい物事に積極的な海軍が次第に利用するようになり、その評判から遠地の客も来店し始めた。打木のパンは山手の外国人居留地の住人たちに愛され、日本国外からの来訪者が利用する東京のホテルやレストランなどにも納入された。
日本人もまた、打木の開業当時はパン食に馴染みのない時代であったが、パン食文化が日本にも広がると共に、東京の上野精養軒や東洋軒などの老舗、箱根の富士屋ホテルでも重宝されたことで、次第に日本人の間でも打木の知名度が向上した。口コミでも評判が広がり、元町を訪れる観光客らが打木のパンを買い求めるようになった。明治中期には、打木は横浜のフェリス英和女学校（後のフェリス女学院中学校・高等学校）にもパンを届けていた。当時の同校の生徒であった相馬黒光はこのパンの味に感銘を受け、後年の新宿中村屋の開業のきっかけとなった。
1923年（大正12年）には関東大震災で、1945年（昭和20年）には第二次世界大戦の横浜大空襲で店が全焼しながらも、そのたびに店が再建されて、営業が続けられた。震災直後にはライフラインが停止したことから、保存しておいた材料でパンを焼き、人々の腹を癒した。日清戦争や日露戦争では大日本帝国陸軍の御用達となり、軍に収めるための乾パン製造を一手に引き受けた。乾パンの箱詰めや荷造りのために、近所の住人たちの応援を求めて、24時間操業で納品するほどであった。

### 法人化
1950年（昭和25年）には法人組織に改めて「宇千喜製パン有限会社」に、1963年（昭和38年）に「ウチキパン株式会社」となった。1984年（昭和59年）に、創業当初と別の地に、店舗とパン工場を新築した。2004年（平成16年）にはみなとみらい線の開通により、横浜の観光地と東京が直結されたことで、さらに人気を増した。同線開通当日の2004年2月1日には、用意したパンが午前中に完売し、午後は焼き上がるたびに店頭に出したパンも次々に売れるほどで、「バブル以来の売れ行き」といわれた。
2016年（平成28年）、横浜市綜合パン協同組合と全日本パン協同組合連合会により、横浜市中区日本大通に石碑「近代のパン発祥の地碑」が設置されるにあたり、ウチキパンのイギリス風山型食パンの写真陶板が、他の老舗店のものと共に添えられた。

### 年譜
- 1861年（文久元年）[注 3] - アメリカ人のW.グッドマンが、横浜最初のヨーロッパ風パン屋を開業[20][32]
- 1864年（元治元年） - グッドマンが一時帰国し、自店をイギリス人のロバート・クラークに委ねる[32]
- 1865年（慶応元年）[注 3] - グッドマンが復帰後、クラークが独立して「ヨコハマベーカリー」を創業[32]
- 1878年（明治11年） - 打木彦太郎がヨコハマベーカリーのパン見習工として住み込む[43]
- 1888年（明治21年）[注 3] - クラークの引退と共に打木が独立し[1][43]、元町で製パン業「ヨコハマベーカリー宇千喜商店」を創業[36][46]、ウチキパンの前身となる[46]
- 1950年（昭和25年） - 法人組織に改めて「宇千喜製パン有限会社」となる[43]
- 1963年（昭和38年） - 「ウチキパン株式会社」となる[43]
- 1984年（昭和59年） - 店舗とパン工場を新築[22][43]

## 主な商品
創業以来、「主食としてのパン作り」をコンセプトとしているため、食パンやフランスパンなど、基本的なパンを中心として構成されている。数十種のパンはすべて、店舗の3階と4階の工場で、職人たちによって作られている。

### イングランド
代表商品は、食パン「イングランド」である。打木の独立と同年の1888年（明治21年）より発売された。この名称は、創業者の打木彦太郎がイギリスのパン職人からレシピを受け継いだことに由来する。当初の名は「ゴールデン食麪（ゴールデンしょくぱん）」であった。創業当時に、山下町にイギリス人が多く居留していたことから考案された。食パンが山型なのは、打木がクラークから学んだ製法では、釜に蓋をせずに焼成していたためである。日本で初めて販売された食パンとする説もあり、日本における食パンの元祖ともいう。

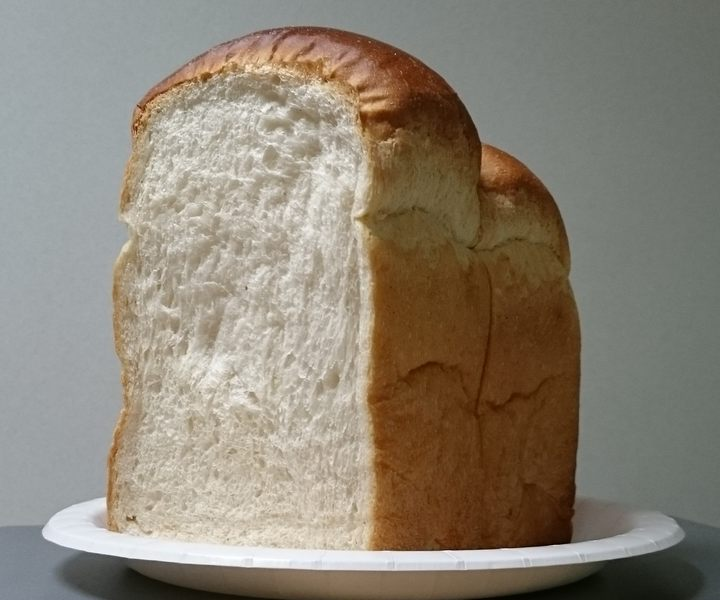
食パン「イングランド」

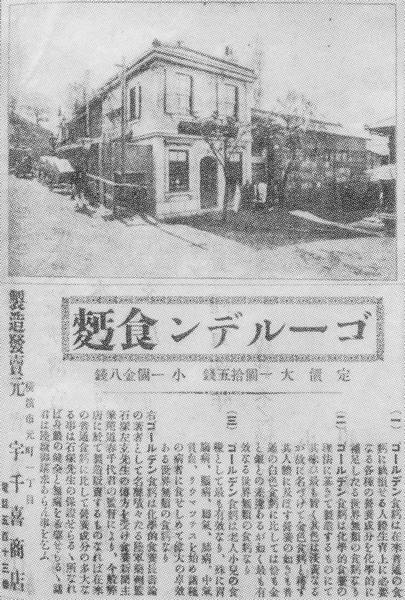
「宇千喜商店」時代の広告。代表商品の食パン「イングランド」が当時の名称「ゴールデン食麪」で掲載されている。

パン作りにはイーストを使うのが一般的だが、創業当時はイーストの入手が困難であったため、山手にあったビール醸造所（後のキリンビール）のホップを使った製法をイギリス人から学び、山型食パンを作ったのが、「イングランド」の始まりである。山手に日本初のビール醸造所が造られたことで、ホップの入手が可能となった。
4日間かけて起こす自家製のホップ種を発酵に用いて、約15時間かけて生地を熟成させて製造される。ウチキパンでこのホップ種を用いるパンはこれのみであり、この製法は創業以来、百年以上にわたって、ほとんど変わっていない。ほんのりと甘く、かすかに塩味が効いた味で、コムギ本来のうま味、コムギとホップの香気、長時間の低温発酵による弾力のある食感、歯切れの良さが特徴である。製造段階でも油脂や糖分が添加されないため、余分な味がしない。ホップの殺菌効果により雑菌の繁殖を防がれているため、酸味の出ない澄んだ味わいに一役買っている。また、スーパーマーケットなどで多く出回っている食パンは、ベルトコンベアを利用して大量生産しており、機械の規格に合わせたものが主流のため、大半がアメリカのサイズだが、「イングランド」はホップ種の生地が最も美味になるオリジナルのサイズで、そうした一般的な食パンよりも一回り大きいことも、特徴の一つである。
変わらない「イングランド」の味を求めて元町まで通う人も多く、「無くなると買いに来る」「これじゃないとだめ」との客の声もある。週末にはこの味を求めて、県内外から1日に700人以上の客が訪れる。焼き上がりの時刻を目指して、遠方から足を運ぶ客や、イングランドのためだけに県外から訪れる客も多い。1日に数十斤が売れ、ときには250斤が売れることもある。焼き時間が長い上に小麦粉の量も多いために儲けは少なく、また原材料費の安い日本国外に工場を移転したり、大規模な機械化で人件費を抑える他店との競合という不安面も孕みつつも、伝統にこだわり続けている。そのために、子供の頃に食べていたパンの味が、大人になってからも食べることができることを喜ぶ客の声もある。

### その他の商品
その他にも、約60種類から約百種類のパンがある。百年以上にわたる歴史や懐古的な店舗の外観から、頑なにメニューを守っていると思われがちだが、開業当初から製造が続けられているパンは少なく、日々、新メニューが考案されている。中でも長年にわたって愛される商品としてアップルパイ、女性に人気のパンとして、ナッツにレーズンやベリーなどのドライフルーツを練り込んだライムギ入りの生地に、クリームチーズを巻き込んで焼いた「ライブレッド」がある。学生には、手軽に購入できる商品としてレモンドーナツやミルクパン、男子学生にはキーマカレーパンやピロシキなどボリュームのある調理パンが人気である。店員が勧める商品には、弾力のある生地に大きなチーズが包まれた「チーズブレッド」、クルミとパイナップルが入った「パン・オ・クルミ」などがある。
著名人では、女優の斉藤由貴が6枚切りの食パン「ゴールド」を好んでおり、週に一度の頻度でウチキパンを訪れるという。商品の包装の袋には、日本国外のイラストレーターによるパリジェンヌのイラストが描かれており、そのデザインはフランスのイラストレーターであるアルフォンス・ミュシャを彷彿させる。これもウチキパンの名物とされているが、時期が古いために、作者は不詳である。

## 関連作品
横浜の魅力を映像で国内外にアピールすることを目的とし、俳優の別所哲也が代表を務める国際短編映画祭「ショートショートフィルムフェスティバル」の実行委員会と横浜市により、ウチキパンをモデルとした約18分の短編映画『一粒の麦（ひとつぶのむぎ）』が制作されて、2017年（平成28年）より公開された。ウチキパンをモデルとした横浜のパン店「ホンダパン」の4代目店主が、創業当時の味を取り戻そうと奔走する物語である。店主役で柄本明、フランスから訪日したパン職人役でシャーロット・ケイト・フォックス、他に樋井明日香らが出演した。撮影の場所には、モデルとなったウチキパンや、横浜市中区の山下公園が用いられた。